# يورغن همر
يورغن همر (بالنرويجية البوكمول: Jørgen Hammer)‏ (2 أبريل 1991 بأوسلو في النرويج - ) هو لاعب كرة قدم نرويجي في مركز الدفاع. شارك مع منتخب النرويج تحت 21 سنة لكرة القدم. أما مع النوادي، فقد لعب مع نادي ستابك ونادي ستارت وKFUM-Kameratene Oslo ‏.

## وصلات خارجية
- يورغن همر على موقع اتحاد النرويج (النرويجية)
- يورغن همر على موقع قاعدة بيانات كرة القدم.إي يو (الإنجليزية)
- يورغن همر على موقع Soccerway.com (الإنجليزية)